# Nationella räddningsfronten
Nationella räddningsfronten, Frontul Salvării Naţionale (FSN) tog över makten i Rumänien efter den rumänska revolutionen 1989. FSN ombildades senare till ett politiskt parti, som i sin tur kom att delas i de socialdemokratiska och liberaldemokratiska partierna som ännu dominerar rumänsk politik. 

## Bakgrund
I mars 1989 publicerades ett öppet brev till Rumäniens dåvarande diktator Nicolae Ceaușescu, skrivet av sex ledande medlemmar av det rumänska kommunistpartiet, i vilket dessa kritiserade dennes maktmissbruk. Detta brev spreds i västliga medier där det beskrevs som ett manifest för bildandet av en nationell räddningsfront.
Den 22 december 1989 flydde Ceaușescu från regeringsbyggnaden. Samma dag höll Ion Iliescu, som själv varit en av Ceaușescus närmaste män under många år, en presskonferens vid vilken bildandet av FSN officiellt tillkännagavs.
Några dagar senare utropade FSN en egen interimsregering, till övervägande delen bestående av gamla kommunistkoryféer. FSN:s partiledare Petre Roman utsågs till premiärminister. Inledningsvis lovade FSN att man inte skulle omvandlas till ett politiskt parti, men detta löfte sveks då man den 23 januari 1990 beslutade att ställa upp i det kommande valet. Detta fick flera ledande medlemmar (som Doina Cornea) att hoppa av FSN och ledde till omfattande folkliga protester som tvingade FSN att bjuda in oppositionspolitiker från andra partier i en övergångsregering kallad det provisoriska nationella enhetsrådet. 
Från den 22 april och över valet i maj genomfördes dock ännu större folkliga protester i vilka man anklagade gamla kommunister för att ha kidnappat den demokratiska revolutionen. Dessa protester, som initierades av studenter vid Bukarest universitet, varade i 52 dagar tills de blodigt slogs ned av intransporterade gruvarbetare. Dessa våldsdåd som resulterade i flera dödsoffer fick pastorn László Tőkés och många andra kända dissidenter att lämna FSN.
Regeringen lyckades inte förbättra ekonomin och protesterna fortsatte under 1991. I september gick gruvarbetarna i Jiudalen i strejk, nya dödsoffer krävdes när de drabbade samman med säkerhetsstyrkorna. Upploppen ledde till att regeringen avgick. Ny regeringschef blev Theodor Stolojan, som ledde en koalition mellan Nationella räddningsfronten och några mindre partier.

## Valseger - och splittring
FSN vann, bland annat tack vare total mediakontroll, en komfortabel valseger den 20 maj, med 66,31%
av rösterna till deputeradekammaren och 67,02% i senatsvalet.
Petre Roman satt kvar som premiärminister och Ion Iliescu som president. 

## PSD
Växande spänningar mellan dem båda ledde till att Iliescu och hans anhängare i den 7 april 1992 hoppade av FSN och bildade Demokratiska nationella räddningsfronten, Frontul Democrat al Salvării Nationale (FDSN) som vann valet 1992. I juli 2003 gick FDSN ihop med tre mindre partier och bildade Rumäniens socialdemokratiska parti (PDSR) som senare blev grunden för det nuvarande Socialdemokratiska partiet (PSD).

## PD-FSN
Den 28 maj 1993 bytte även det Roman-ledda FSN namn, till Demokratiska partiet - Nationella räddningsfronten, Partidul Democrat - Frontul Salvării Naţionale (PD-FSN) som senare förkortades till Demokratiska partiet (PD).  
Dessa båda partier med rötterna i FSN har kommit att dominera rumänsk politik och efter valet 2008 samregerade de fram till i oktober 2009.